# Stabsquartier
Stabsquartier ist ein Organisationselement der Bundeswehr. Stabsquartiere bestehen an militärischen Schulen, Ämtern und höheren Kommandobehörden.

## Aufgaben
Das Stabsquartier stellt regelmäßig den Grundbetrieb sowie die Aus- und Weiterbildung der Soldaten sicher. Das Stabsquartier wird von einem Kommandant Stabsquartier geführt, der Disziplinarvorgesetzter der Dienstgradgruppen der Unteroffiziere mit und ohne Portepee sowie der Mannschaften.
Strukturelemente mit ähnlichen Aufgaben sind oder waren Versorgungs- und Unterstützungskompanien/-batterien, Stabskompanien, Stabs- und Fernmeldekompanien (Brigade-Ebene), Stabs- und Unterstützungsbataillone (Korps-Ebene), Stammkompanien/-batterien und Stabszüge (Verband-Ebene).

## Gliederung
Das Stabsquartier kann sich gliedern in die Bereiche:
- Führungsgruppe
- S3 (Planung, Ausbildung, Organisation)
- S4 (Materialbewirtschaftung, Materialnachweis, Kfz-Koordinierungsstelle)
- Hauptbüro

## Dienststellen mit Stabsquartier
Stabsquartiere bestehen beispielsweise in folgenden Dienststellen:
- Bundesministerium der Verteidigung
- Einsatzführungskommando der Bundeswehr[1]
- Kommando Strategische Aufklärung
- Kommando Streitkräftebasis[3]
- Zentrum Informationsarbeit Bundeswehr[4]